# Друцк
Друцк (бел. Друцк) — агрогородок в Толочинском сельсовете Толочинского района Витебской области Беларуси, на правом берегу реки Друти, недалеко от границы с Могилёвской областью. 
В средние века на месте агрогородка располагался летописный город Друцк (Дрютьск, Дрьтеск, Дрьютек, Друтеск, Друческ), первоначально принадлежавший Полоцкой земле, а затем ставший столицей удельного Друцкого княжества. Город просуществовал до XV века. Сохранились руины детинца и окольного города, а также следы посада на левом берегу Друти и курганного некрополя. В детинце выявлены княжеская и ремесленная части и городская площадь. Многочисленные находки свидетельствуют о развитии ремёсел, торговли, письменности.
Друцк был уделом княжеского рода Друцких.

## История

### Древнерусский период
Впервые упоминается в Друцком Евангелии, где запись в конце свидетельствует о существовании Друцка уже в X в. и возведении в нём в 1001 г. первой церкви. Это подтверждают и раскопки. Стоял город на одном из волоков двинского пути «из варяг в греки». Первое летописное упоминание относится к 1092 году, а в 1078 город упомянут в Поучении Владимира Мономаха.
В XI—XII вв. Друцк входил в состав Полоцкой земли. Во времена междоусобиц после княжения Всеслава Брячиславича город был втянут в борьбу князей за полоцкий стол, что приводило к частым вооружённым столкновениям.

С 1101 года — центр удельного Друцкого княжества. В 1116 он был почти полностью разрушен, но был восстановлен. Окрепший город пытался влиять на внешнюю и внутреннюю политику в Полоцкой земле. В 1151 он встал на сторону бежавшего в Слуцк бывшего полоцкого князя Рогволода Борисовича и выразил готовность поддержать его в борьбе за полоцкий стол. Получив помощь от Святослава Черниговского в 1158, бывший полоцкий князь направился в Друцк. К тому времени дручане прогнали из города Глеба Ростиславича, сына правившего в Полоцке Ростислава Глебовича. Возмущённый Глеб вернулся к отцу в Полоцк, после чего Ростислав Полоцкий выступил против Рогволода. Защитники Друцка оказали мощное сопротивление, и в итоге стороны пришли к компромиссу — Рогволод Борисович отказывался от своих претензий на полоцкий стол и оставался княжить в Друцке (хотя уже в 1159 году вновь стал полоцким князем).

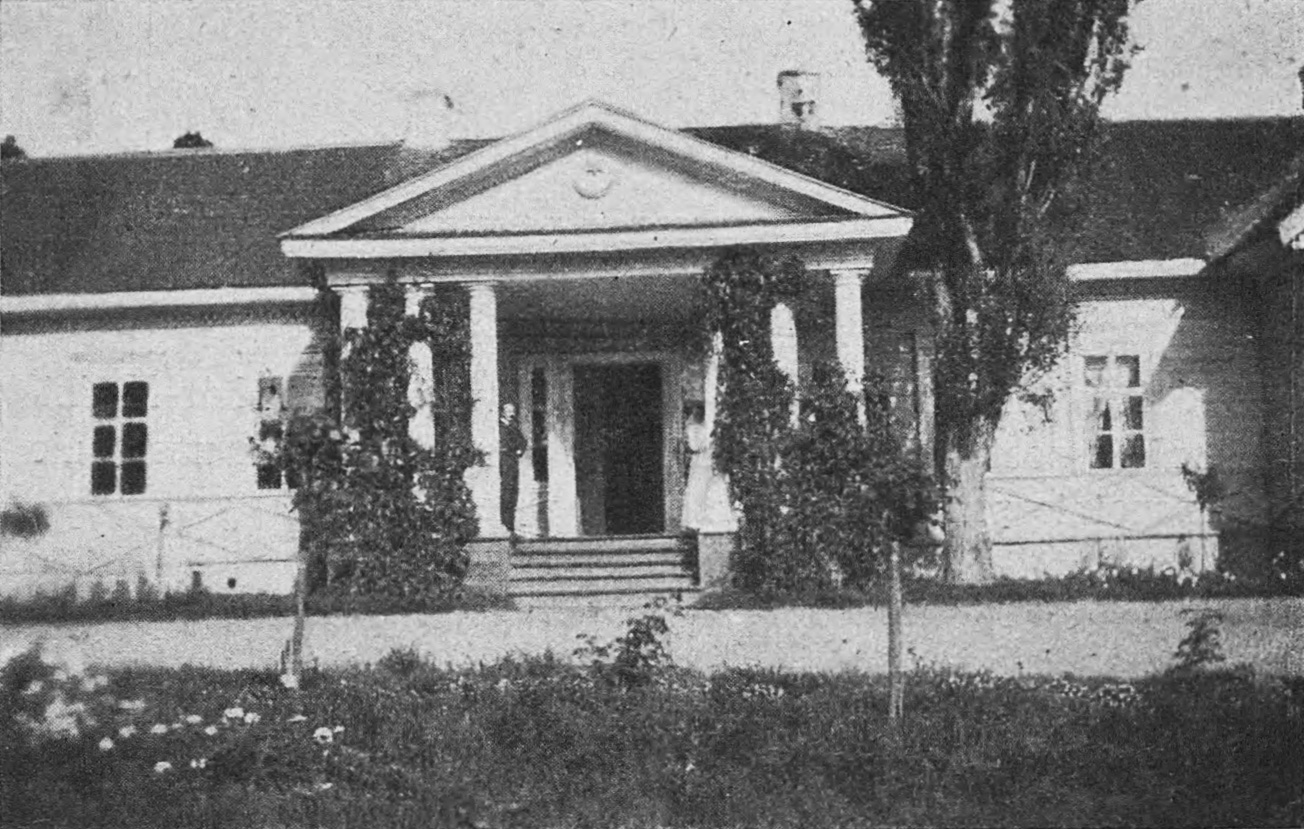
Усадьба Гордзялковских в Друцке, нач. XX в.

С тех пор зависимость Друцка от Полоцка стала символической. Друцкие князья сами принимали решения, чью сторону принимать в междоусобицах. В противостоянии смоленских и черниговских князей Глеб Рогволодович поддержал первых. В 1181 союзники ожидали нападения черниговского князя Святослава, но к стенам Друцка дружину привёл его брат Ярослав Всеволодович. Заняв позицию на левом берегу Друти, он стал терпеливо ждать удобного момента для начала приступа. Время от времени лучники смоленского князя Давыда переправлялись через реку и вступали в схватку с черниговцами. Такая «пассивная» осада продолжалась не менее недели. Святослав, ставший киевским князем, подошёл к Друцку с новгородскими дружинами. Давыд быстро оценил обстановку и ночью тайно бежал в Смоленск. В результате друцкий острог был сожжён.
В начале XIII века город достиг своего расцвета, но известия о нём становятся очень скупыми и недостоверными. В начале XIV века Друцкое княжество вошло в состав Великого княжества Литовского, а управлять им стала династия князей друцких (происходящая либо от белзских, либо от новогрудских Рюриковичей). Князья друцкие признали вассальную зависимость от великого князя литовского.

### Литовский период и упадок
Город был поделён на части, управлявшиеся разными ветвями рода Друцких или потомками угасших ветвей и лиц, которые получили части бывшего Друцкого княжества не по наследству. Исследования археологов и письменные источники позволяют утверждать, что старый Друцк был важным оборонным пунктом. Друцкий замок существовал до XVII века. Город и замок неоднократно разрушались и восстанавливались.
По рассказам секретаря германского посольства Иоганна Георга Корба в «Дневнике путешествия в Московию» (конец XVII века), Друцк XVI века имел 7 миль в окружности и славился двумя сотнями прекрасных храмов, но в ходе жестокой войны был сожжён дотла и опустошён. По археологическим данным гибель города от пожара или осады приходится на конец XV — начало XVI вв. В это время он теряет своё политическое, экономическое и военное значение. Войны Москвы с Литвой, неоднократные переходы города из рук в руки, разрушения и поборы с обеих сторон довели его до уровня малолюдного местечка.

## Население
- 1991 год — 260 жителей
- 1999 год — 294 жителей (перепись населения)
- 2009 год — 264 жителей (перепись населения)[4]
- 2019 год — 221 жителей (перепись населения)

## Достопримечательности
- Городище (XI—XVI вв.)

Фотографии Друцкого городища
- Церковь Рождества Богородицы (2001)
- Усадьба Гордзялковских (конец XIX — начало XX вв.)